# ميشيل دوبيدو
ميشيل دوبيدو (بالإيطالية: Michele D'Oppido)‏ (مواليد 1949) هو سبّاح إيطالي، مثّل بلاده في الألعاب الأولمبية الصيفية 1968.

## روابط خارجية
ميشيل دوبيدو على موقع الاتحاد الدولي للسباحة (الإنجليزية)
- ميشيل دوبيدو على موقع اللجنة الأولمبية الدولية (الإنجليزية)
- ميشيل دوبيدو على موقع أوليمبيديا (الإنجليزية)